# Lacrimas Profundere
A Lacrimas Profundere német együttes. Gothic metal, szimfonikus metal/death-doom zenekarként kezdték pályafutásukat, a 2005-ös albumukkal kezdve stílusuk rockosabbá vált, megjelentek a gothic rock/hard rock/glam rock stílusok is a zenéjükben, a gothic metal hangzás mellett. 1993-ban alakultak meg Waging am See városában. A név latinul a következőt jelenti: "könnyeket hullajtani".
Magyarországon is többször felléptek már: először 2008-ban koncerteztek nálunk, a Sziget Fesztiválon,  ugyanebben az évben ismét felléptek hazánkban, az Avalon Clubban. 2009-ben a Diesel Clubban léptek fel. Ezután 2014-ben jutottak el Magyarországra, ekkor a Dürer Kertben koncerteztek. Eddig utoljára 2019-ben jártak nálunk, a The 69 Eyes-szal.

## Tagok
- Julian Larre - ének
- Oliver Nikolas Schmid - gitár, billentyűk
- Dominik Scholz - dob
- Ilker Elsin - basszusgitár

## Diszkográfia
- ...and the Wings Embraced Us (1993)
- La Naissance d'un Rêve (1997)
- Memorandum (1999)
- Burning: A Wish (2001)
- Fall, I Will Follow (2002)
- Ave End (2004)
- Filthy Notes for Frozen Hearts (2006)
- Songs for the Last View (2008)
- The Grandiose Nowhere (2010)
- Antiadore (2013)
- Hope is Here (2016)
- Bleeding the Stars (2019)
- How to Shroud Yourself with Night (2022)

## Egyéb kiadványok
- The Crown of Leaving (demó, 1997)
- The Embrace and Eclipse (demó, 1998)
- Again It's Over (EP, 2006)
- Acousticadore (EP, 2014)